# Winnetou 2. Teil
Winnetou 2. Teil ist ein Western aus dem Jahr 1964. Die Produktion aus der Reihe der deutschen Karl-May-Filme entstand unter der Regie von Harald Reinl. In den Hauptrollen sind Lex Barker, Pierre Brice, Anthony Steel und Karin Dor zu sehen. Der noch relativ unbekannte Terence Hill hat hier, unter seinem eigentlichen Namen Mario Girotti, zum ersten Mal einen Auftritt in einem Karl-May-Film.

## Handlung
Winnetou kann während eines Rittes zum Stamm der Assiniboin-Indianer die Häuptlingstochter Ribanna im letzten Moment vor einem Bären retten. Aus Dank lässt deren Vater auf Wunsch Winnetous drei zuvor gefangene Soldaten vom Marterpfahl frei. Unter den Soldaten befindet sich Leutnant Merril, der Sohn des Kommandanten von Fort Niobrara. Der soll seinem Vater die Botschaft Winnetous übermitteln, dass sich beim Fort Indianer aller Stämme treffen wollen, um mit den Weißen einen dauerhaften Frieden zu verhandeln.
Die drei Soldaten werden Zeuge, wie die Bande des Banditen Bud Forrester ein Dorf der Ponca-Indianer überfällt, weil sich auf deren Land Ölvorkommen befinden. Sechs der Banditen verfolgen sie mit dem Auftrag, sie zu töten. Zufällig tauchen Old Shatterhand und Gunstick Uncle auf und retten die unbewaffneten Soldaten.
Im Indianerlager der Assiniboin kommen sich Winnetou und Ribanna näher und verlieben sich.
Old Shatterhand begibt sich mit dem abenteuersuchenden Lord Castlepool nach New Venango, dem Hauptquartier des Banditen Forrester. Als Old Shatterhand den Banditen zusammen mit den Arbeitern dort das Handwerk legen will, wird das Öl-Lager vom überlebenden Ponca-Häuptling in Brand gesteckt. Forrester setzt das brennende Öl gegen die Arbeiter ein, von denen viele verbrennen; Old Shatterhand und Lord Castlepool können sich retten.
Während des Treffens der Indianer am Fort Niobrara äußert Leutnant Merril die Idee, um des Friedens willen Ribanna zur Ehefrau zu nehmen. Winnetou ist betroffen, opfert aber seine Liebe zu Ribanna für den Frieden. Forrester gibt weiterhin nicht auf. Er überfällt mit seinen Männern einen Siedlertreck und will dies den Assiniboin anlasten.
Als Old Shatterhand, Lord Castlepool und Winnetou den Ort des Überfalls auf den Treck aufsuchen, werden sie von Forrester und seiner Bande entdeckt und in einer Mulde belagert. Durch einen Trick können sie sich schließlich absetzen. Währenddessen gibt sich David Luca, der Handlanger von Forrester, gegenüber den Soldaten in Fort Niobrara als der letzte Überlebende des Trecks aus; der Kommandant sendet daraufhin einige Soldaten zum Ort des Überfalls.
Merril, nach der Trauung Zivilist, liefert insgeheim Luca an die Assiniboin aus.
Old Shatterhand trifft auf die ausgesandten Soldaten und setzt sie auf die Spur der Bande.
Luca kann sich seiner Bewacher entledigen und Forrester warnen, dass die Assiniboin in New Venango auf ihn warten. Forrester, der nun nicht mehr an die Vorräte dort gelangt, folgt dem Plan von Luca, der mitbekommen hat, dass sich Frauen und Kinder der Indianer mit dem frisch getrauten Ehepaar in einer Höhle aufhalten. Dort setzt Forrester Ribanna und Merril fest. Er verlangt von den mit Old Shatterhand eingetroffenen Soldaten freien Abzug bis zur mexikanischen Grenze, sonst will er das Paar töten.
Winnetou schafft es, mit Kriegern der Assiniboin durch einen unterirdischen Zufluss in die Höhle zu schwimmen und Merril und Ribanna zu befreien; auch die Soldaten und Old Shatterhand am Eingang greifen an. Forrester als letztem Überlebenden der Banditen wird zum Schein die Flucht aus der Höhle ermöglicht, ehe er durch Indianerpfeile stirbt. Der Friede ist gerettet, Winnetou und Old Shatterhand können neuen Abenteuern entgegenreiten.

## Hintergrund
Nach dem großen Erfolg von Winnetou 1. Teil lag die Verfilmung des zweiten Teiles nahe. Wegen der Vielschichtigkeit der Romanvorlage war es jedoch unumgänglich, eine Auswahl zu treffen. Der Karl-May-Verlag regte an, die Old-Death-Episode zu verwenden, doch Anfang 1964 entschied sich Horst Wendlandt bei einer Besprechung der Constantin Film nicht zuletzt wegen des in der Old-Death-Episode vorkommenden Ku-Klux-Klans, stattdessen die Ribanna-Episode zur Grundlage der Handlung zu machen.
Winnetou 2. Teil greift Themen des Liebesfilms auf. Die Liebe Winnetous zu Ribanna wird auch im Roman thematisiert, jedoch im Rückblick erzählt, das heißt, Winnetou warb in der Buchvorlage um Ribanna, bevor Old Shatterhand nach Amerika kam. Auch im Buch gewann mit Old Firehand ein Weißer die Gunst der Frau. Diese Gestalt des Buches kommt im Film nicht vor, sondern Wendlandt entschied sich für einen Offizier als Mitbewerber um Ribanna. Ende März legte Harald G. Petersson dementsprechend sein Drehbuch vor. Am 15. April 1964 fand darüber die Endbesprechung bei der Constantin in München statt. Das Buch wurde ohne Einwände angenommen, sodass die Dreharbeiten ohne Verzögerungen beginnen konnten.
Ab Anfang April suchten der Regisseur Harald Reinl und seine Mitarbeiter intensiv nach neuen eindrucksvollen Landschaftsmotiven in Jugoslawien. Am 18. Mai 1964 begannen die Dreharbeiten bei Postojna. Dort wurde Winnetous Kampf mit dem Bären gedreht, wofür drei Grizzlys aus Hamburg aus dem Varieté von Rudi Althoff geliefert wurden. Den größten Teil der Bärenszene spielte aber Althoff selbst in einem Bärenfell, während für die Aufnahmen des zweiten Teams Herbert Kerz den Bären darstellte. Ganz in der Nähe fand ein großer Teil der Dreharbeiten in den Höhlen von Postojna statt. Hier stieg Pierre Brice für die Szene der Befreiung Ribannas in den kalten Felssee von Rakov Škocjan.
Anschließend begab sich die Filmcrew nach Split und nahm Quartier im Hotel Marijan. Südlich von Split liegt der kleine Ort Stobreć. Dort begannen in einem alten Steinbruch am 28. Mai 1964 die Dreharbeiten zur New-Venango-Episode. Der größte Teil der Nachtaufnahmen wurde tagsüber gedreht und auf Nachtstimmung kopiert, für die umfangreichen Explosionen zeichnete der Pyrotechniker Erwin Lange verantwortlich. Nördlich von Split beim Vorort Solin wurden der Überfall auf den Siedlertreck und die Belagerung von Winnetou und Old Shatterhand durch die Banditen gedreht. Am Ausgang des Cetina-Flusses bei Omiš südlich von Split errichtete Vladimir Tadej einen künstlichen Höhleneingang. Hier fanden die Außenaufnahmen der Assiniboin-Höhle statt.
Das dritte Standquartier wurde schließlich in Karlobag eingenommen. In der Nähe der kleinen Ortschaft Lukovo entstanden vier Tage lang Aufnahmen von reitenden Indianern, Soldaten und Banditen. Am 18. Juni zog der Rialto/Jadran-Tross nach Rijeka. In der Ebene von Grobnik Polje, wo bereits für Der Schatz im Silbersee und Winnetou 1. Teil bedeutende Szenen gedreht worden waren, hatte der Filmarchitekt Vladimir Tadej „Fort Niobrara“ erbaut. Das Zeltlager der Assiniboin befand sich auf einer Wiese bei Platak. Am 20. Juli 1964 waren die Dreharbeiten beendet. Den Abschluss bildeten Innenaufnahmen in den CCC-Studios in Berlin, wo das Innere der Stores von New Venango dargestellt wurde.
Die Premiere von Winnetou 2. Teil in der Essener Lichtburg am 17. September 1964 bildete den Höhepunkt der Winnetou-Begeisterung. 4.416 Besucher fanden bei den drei Uraufführungen im Theater Platz, tausende harrten im Regen vor der Lichtburg aus. Eine originalgekleidete Gruppe des Sioux-Nevada-Clubs aus Düsseldorf empfing die Hauptdarsteller, dann folgte ein Presseempfang im Burghof. Für mehr als drei Millionen Besucher innerhalb von zwölf Monaten wurde die Goldene Leinwand verliehen.
Eine englischsprachige Synchronfassung des Films kam unter dem Titel „Last of the Renegades“ in die Kinos.

## Synchronisation
| Rolle                  | Darsteller         | Synchronsprecher      |
| ---------------------- | ------------------ | --------------------- |
| Old Shatterhand        | Lex Barker         | Gert Günther Hoffmann |
| Winnetou               | Pierre Brice       | Thomas Eckelmann      |
| Forrester              | Anthony Steel      | Rainer Brandt         |
| Ribanna                | Karin Dor          | Karin Dor             |
| Luca                   | Klaus Kinski       | Klaus Kinski          |
| Oberst Merril          | Renato Baldini     | Siegfried Schürenberg |
| Leutnant Robert Merril | Mario Girotti      | Claus Jurichs         |
| Susan Merril           | Marie-Noëlle Barre | Ursula Heyer          |
| Carter                 | Velimir Hitil      | Gerd Duwner           |
| Captain Bruce          | Djordje Nenadović  | Hans Wocke            |
| Gunstick Uncle         | Mirko Boman        | Gerd Martienzen       |
| Lord Castlepool        | Eddi Arent         | Eddi Arent            |

## Kritiken
„Es bleibt dabei: Der erste Karl-May-Film DER SCHATZ IM SILBERSEE war der beste. Es war der Film, in dem man einen Hauch der Karl May’schen Wildwest-Romantik zu spüren glaubte. Was sich indes in WINNETOU 1. TEIL andeutete, bleibt im zweiten Teil unübersehbar: Die Verlagerung des Geschehens auf die optisch wirksamen, technisch wohlarrangierten Großszenen zum Nachteil der bei Karl May so phantasievoll gestalteten Details.“

„Die Einfachheit der Geschichte verlangt keine größeren schauspielerischen Leistungen. So verläßt sich Lex Barker auf die Wirkung seiner Gestalt und seiner Schmetterfaust. Die einzigen Momente des Künstlerischen verdankt man dem Bühnenstar Klaus Kinski. Im ganzen: Simplizität, Sauberkeit und Situationsspannung, als Jugendfilm sehr geeignet.“

„Das Empfinden verstärkt sich in zunehmendem Maß, als wäre nachlässiger gearbeitet worden in der Annahme, die schon vorhandene Routine schaffe es auch ohne Anstrengung. Von Regie, Besetzung, Kamera, Musik ist deshalb nichts von Bedeutung zu melden. Daß die romantische Landschaft Jugoslawiens nett mitspielt, geht nicht unbedingt auf das Konto des Stabes.“

„WINNETOU 2. TEIL ist der romantischste Karl-May-Film – er geizt nicht mit schönen Landschaften, prächtigen Farben und tragischer Liebe. Zwar hat er nicht den märchenhaften Flair vom SCHATZ IM SILBERSEE, aber er atmet immerhin noch den Geist Karl Mays.“

„Der actionreichste und spektakulärste Teil der Winnetou-Trilogie.“

„Der zweite Teil der erfolgreichen ‚Winnetou‘-Trilogie nach Karl May, bereits deutlich oberflächlicher und stereotyper als der Vorgänger. Eine triviale Unterhaltung mit viel Kampf, etwas Humor, viel Sentiment und einigen schönen Landschaftsaufnahmen.“